# 双芳洞站
雙芳洞站（韓語：쌍방동역）是朝鮮民主主義人民共和國慈江道城干郡东山劳动者区的一個鐵路車站，属于满浦线。

## 历史
- 1937年12月1日，开通使用[1]。

## 邻近车站
满浦线
花岩站 - 雙芳洞站 - 中城干站